# متلازمة كليبل-ترينوناي
متلازمة كيبل ترينوني ويبر أو متلازمة كليبل-ترينوناي (بالإنجليزية: Klippel-Trenaunay-Weber Syndrome) هي اضطراب دوراني خلقي نادر، سببه غير معروف إلى الآن، ولكن الفشل في التكوين بشكل الصحيح في الأوعية الدموية/ أو الأوعية الليمفاوية أحد الأسباب للوصل لهذه الحالة، وهناك اضطراب مشابه لمتلازمة كيبل ترينوني ويبر بوجود بقع نبيذية اللون واضطرابات وعائية هو متلازمة ستيرج ويبر.

## الأعراض والميزات
تتميز المتلازمة بوجود أورام دموية (نمو غير عادي حميد على الجلد، وخراجا شريانية وريدية ودوالي في أوردة الأطراف. وقد تتضخم الطرف المتأثرة وتصبح أدفأ من العادة. وقد تكون الأصابع مندمجة في الطرف العلوي والسفلي أو يوجد أصابع زائدة. وقد يحدث نزيف نتيجة لورم في المهبل أو الشرج.
وقد يعاني المرضى من نوبات وتخلف عقلي. والملامح الرئيسية الثلاثة هي وحمة خمرية اللون (بورت النبيذ)، تشوهات في الوريدي واللمفاوي التشوهات، وتضخم في الأنسجة الرخوة في الطرف المصاب.

## العلاج
لا يوجد علاج للمرض والعلاج الوحيد هو علاج الأعراض. ويمكن للجراحة بالليزر أن تخفف أو تمحى بعض الآفات الجلدية وتصحح بعض الاختلافات في حجم الأطراف، وقد تكون الأجهزة المساعدة هي الحل الأفضل.
كما يمكن بواسطة العلاج بالتصليب في الأوردة المصابة أن يساعد في تقليل الحجم. كما نجح المرضى في المدة الأخيرة في تقليل الحجم بواسطة استعمال طرق الضغط المختلفة واستعمال الأربطة والمشدات. كما يفيد العلاج بالتدليك. قد تكون المضاعفات مهددة للحياة.

## وصلات خارجية
- Information from The Klippel–Trenaunay Syndrome Support Group
- KTS gene discovery implications نسخة محفوظة 28 يناير 2016 على موقع واي باك مشين.
- New imaging techniques avoid unnecessary diagnostic tests for Klippel–Trénaunay vascular malformation from Basque Research